# 郡上八幡地方合同庁舎
郡上八幡地方合同庁舎(ぐじょうはちまんちほうごうどうちょうしゃ）は、岐阜県郡上市にある、国の機関が入居する庁舎（合同庁舎）である。

## 概要
- 1986年（昭和61年）竣工。

## 入居官庁
- 岐阜労働局岐阜八幡労働基準監督署
- 岐阜労働局関公共職業安定所岐阜八幡出張所
- 岐阜地方法務局八幡支局
- 自衛隊岐阜地方協力本部郡上地域事務所

## 交通アクセス
- 長良川鉄道「郡上八幡駅」下車、徒歩約15分
- まめバス「城南交差点」バス停より徒歩3分